# Isagri
 (décembre 2023).
 (décembre 2023).
ISAGRI (Informatique et Services pour l'AGRIculture) est une entreprise française et familiale spécialisée en informatique et presse agricole basée à Tillé (Oise) et créée en 1983 par Jean-Marie Savalle, Président de Groupe ISAGRI. La direction est assurée par Philippe Seguin.

## Historique
L'entreprise ISAGRI a été créée en 1983 au sein de l'ISAB (Institut supérieur d'agriculture de Beauvais) par Jean-Marie Savalle. Ce dernier, fils d'exploitant agricole, professeur de gestion dans cette école, a souhaité permettre aux exploitants agricoles de gérer leur comptabilité avec l'informatique dès le début des années 1980 et a donc monté un projet avec des étudiants et professeurs.
Rapidement, l'entreprise implantée dans les Hauts-de-France s'internationalise avec la création de sa première filiale en Espagne (à Valence) dès 1991. Cette stratégie internationale s'est renforcée dans le temps, d'abord en Europe, puis en 2009, avec le rachat de SIGA Informatique au Canada et en 2017 avec le développement d'une filiale en Chine avec Sino Info. 
Au fil du temps, l'entreprise a renforcé ses activités historiques mais aussi diversifié celles-ci :
- dans le milieu agricole et informatique[7] avec :
  - en 1994 création et distribution du logiciel Isaplan écrit par Mr Denis Bertin qui était un programme de dessin cadastrale et qui est devenu Isamarge.
  - en 2000 l'intégration de Kerhis[8], éditeur de progiciels pour la filière porcine.
  - en 2001 la création de la marque ISAGRI Ingénierie (pour les coopératives, négoces et agro-fournisseurs).
  - en 2002, l'acquisition d'Hyltel (marketing direct agricole).
  - l'arrivée d'Hexanet (opérateur d'infrastructures IT), entreprise souhaitant devenir un opérateur national[9], en 2006.
  - en 2021, l'acquisition d'ADquation (études de marché spécialisées)[10], de Soluceo (intégrateur d'infrastructures IT)[11] et Cécurity (archivage électronique et coffres-forts numériques)[12].

- dans la presse avec :
  - la création en 1997 du premier portail web d'informations agricoles Terre-net.fr[13].
  - l'acquisition de Web-agri, premier portail internet d'informations en élevage, en 1998.
  - l'acquisition du groupe de presse agricole La France Agricole[14] en 2011.
- l'accompagnement de la profession comptable et de ses clients :
  - en créant en 2001 la marque AGIRIS (dédiée à la profession comptable).
  - avec la création de la marque AGIRIS entreprises (progiciels pour TPE, PME et artisans) en 2009.
  - en faisant, en 2011, l'acquisition de l'éditeur de logiciel EIC[15].
- la création d'un pole d'ERP métiers depuis 2018 dans des domaines relatifs à l'agriculture :
  - avec, en 2017, l'acquisition d'Irium Software (éditeur de logiciels pour les concessionnaires de machines agricoles).
  - avec les acquisitions d'Akanea (éditeur spécialisé dans le secteur agroalimentaire , transport et la logistique)[16] et de Batappli (éditeur de logiciels pour le bâtiment) en 2019.
  - avec l'intégration, en 2020, de BS Digital (intelligence artificielle)[17].

## Activités
ISAGRI commercialise principalement des  progiciels à destination du monde agricole et des professions comptables ainsi que du matériel informatique. La société s'est aussi diversifiée dans la presse agricole avec la création du site d'information agricole Terre-net et les rachats de Web-agri.fr et du groupe de presse La France Agricole. Un dernier pôle d'activités concerne les ERP métiers qui a été constitué essentiellement via des croissances externes.
ISAGRI possède  12 filiales internationales : l'entreprise est implantée dans dix pays d’Europe (France, Italie, Espagne, Portugal, Roumanie, Suisse, Belgique, Allemagne, Pays-Bas, Royaume-Uni), ainsi qu'en Chine et au Canada.

## Une entreprise importante à Beauvais
Le groupe compte quelque 3 000 collaborateurs, dont 1 000 sont basés au siège à Beauvais. L'entreprise créée entre 100 et 150 CDI par an et offre de nombreuses opportunités aux jeunes diplômés, sa volonté étant de faire confiance aux jeunes.
Son engagement sociétal se traduit notamment par cette implication dans la vie locale, avec la création d'emplois mais aussi la participation à des événements locaux ou le sponsoring de clubs sportifs comme le Beauvais Rugby Club. L'entreprise est également membre du pôle territorial Rev'Agro, œuvrant pour l'agriculture du futur. Elle œuvre aussi en faveur de l'inclusion, le handicap étant un point fort de sa politique Ressources Humaines. Elle a d'ailleurs signé une Convention avec l'Agefiph, et accueilli de futurs chiens guides dans ses locaux pour permettre leur sociabilisation et la sensibilisation des collaborateurs.